# Sólo para ti (álbum de Ron Kenoly)
Solo Para Ti es el cuarto álbum de estudio del cantante cristiano Ron Kenoly, y el primero de su carrera musical interpretado en español.
Grabado en Brasil en el año 2002, fue publicado por la compañía discográfica Kebar en el 2003 en Brasil, y posteriormente en el 2009 para el resto de Latinoamérica. Este álbum cuenta con la participación especial del pianista Adlan Cruz, además de ser el productor del mismo álbum. Cuenta con siete canciones que fueron traducidas de sus álbumes anteriores, y cuatro nuevos temas.

## Lista de canciones
1. "Solo para Ti" (4:17)
2. "Bendito es el Señor" (4:33)
3. "Este momento dedicamos hoy" (3:10)
4. "Aleluya, gloria y honra" (5:04)
5. "Te adoramos hoy" (5:22)
6. "Te damos gloria" (3:43)
7. "Glorificate" (7:38)
8. "Yo testifico hoy" (4:51)
9. "Con júbilo y gozo" (2:58)
10. "Eres mi gozo" con The Kenoly Brothers (5:31)
11. "Recuerdame" (4:05)